# 中山足球場
中山足球場是一座位於台灣台北市中山區的足球場。寬184米、長300米的這座球場是臺北市史上第一座標準足球場，其前身為圓山運動場。2007年時，台北市政府為了配合在2010年開展的台北國際花卉博覽會，決定封場進行改裝，成為花博公園園區內展館之一的爭艷館，預計在花博結束後還原，但到現在為止，續作為多功能展覽館使用中。

## 歷史
中山足球場的前身原為日治時期的1923年（大正12年）時設立的「圓山運動場」，設有田徑場、庭球場、野球場、休憩所（兩層樓）、觀眾席（可容納三千多人）、特別觀覽席（可容納一百人）、陸上競技場、草地、廁所等設施。曾於1939年廢止，改提供台北陸軍病院圓山分院使用。圓山運動場也是1923年至1941年間舉行的全國中等學校優勝野球大會（夏季甲子園）的台灣代表預選的主戰場。
二次大戰結束後，圓山運動場成為堆積美援物資的倉庫，後來成為美軍顧問團的辦公地點。美國與中華民國斷交後，1989年改建為足球場。由於足球運動在臺灣發展較晚，普及率不高，故舉辦足球競賽的頻率亦不高。另一方面，因為位於台北松山機場的飛機航道下，常有頻繁的噪音干擾，使得球員在比賽中無法聽到裁判的哨音，影響比賽進行，並非舉辦足球賽的良好地點。平日只能用來作為演唱會或政黨造勢晚會的舉辦場地以延續功能，由台北市體育處管理。
2004年（民國93年）8月，希望基金會接手足球場的經營管理，並配合臺北市政府多目標用途規劃，多角化經營。2007年3月，臺北市政府為舉辦2010年台北國際花卉博覽會，選定中山足球場所在的圓山地區為花博會主要場地，並改裝成花博會的爭艷館。而足球場原本的功能則由為了舉辦2009年台北聽奧，而另行在市中心的八德路以及敦化北路附近所興建、包含田徑跟足球運動等多項功能的臺北田徑場取而代之，後者也已取得FIFA跟國際奧委會的雙重認證。因此，在花博展期結束後，中山足球場並未被歸還恢復原用途，而是作為花博公園的一部份、維持改裝成爭豔館後的佈局狀態；現由台北市會展產業發展基金會經營，繼續作為多功能展覽、會議場地、及商店街等使用。
2016年5月，台北市政府產業發展局與知名永續發展顧問公司「第二計劃」（Plan b）合作，於中山足球場原址西側打造創新型態之辦公空間「CIT（臺北創新中心）」；CIT整合共同工作空間、聯合辦公室、創業加速器、Maker space等多種資源，並透過誘發每一位參與者好奇心的機制，讓各產業的單位、各領域的新創公司、自由工作者，在高互動性的交流下找到永續發展的空間。

## 周邊
- 憲兵指揮部
- 捷運圓山站
- MAJI集食行樂
- 台北市立美術館
  - 中山美術公園
  - 台北故事館（原 圓山別莊）
- 大同大學

## 畫廊

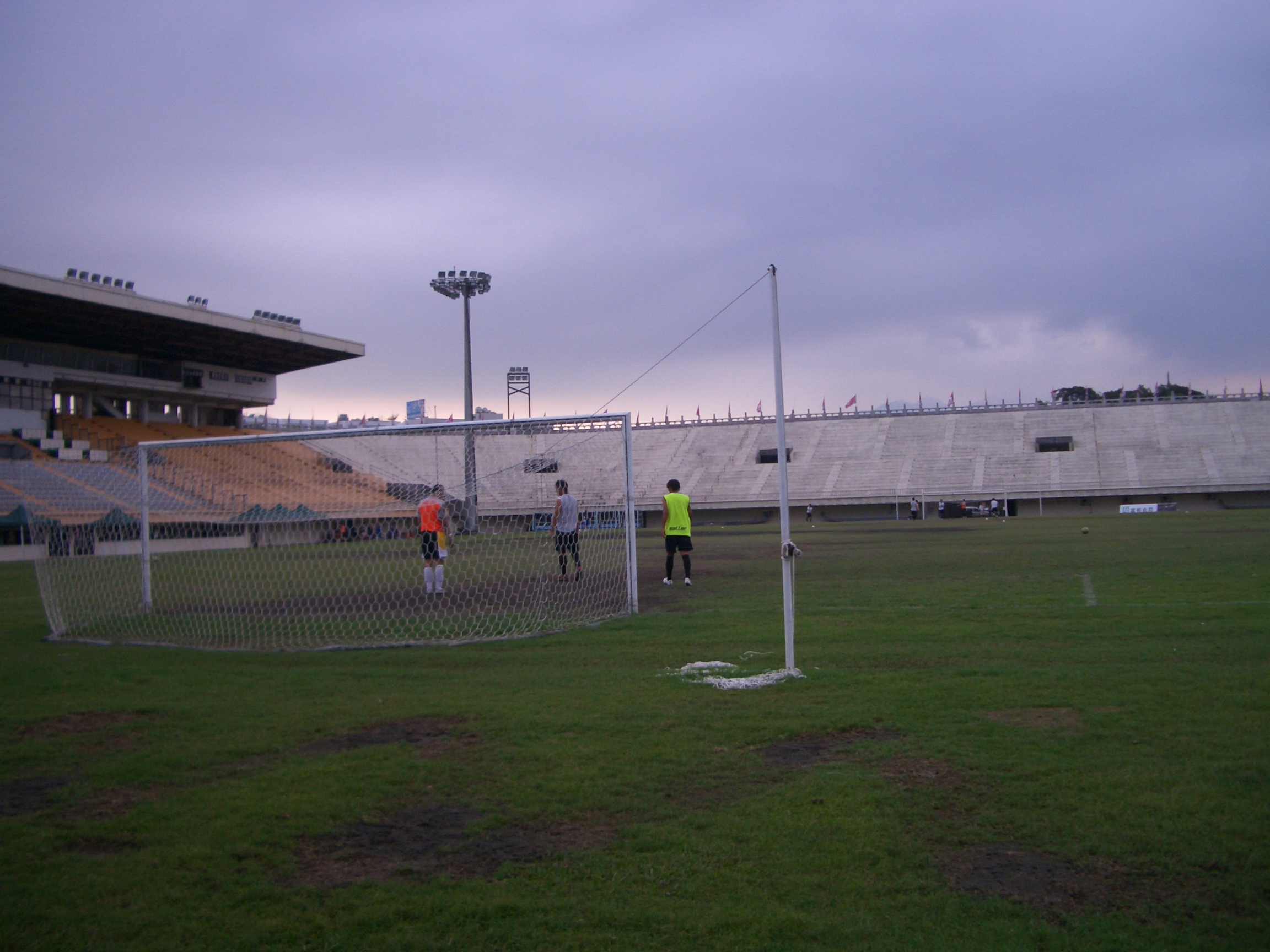
尚未改裝成展覽館前的中山足球場。攝於2007年。
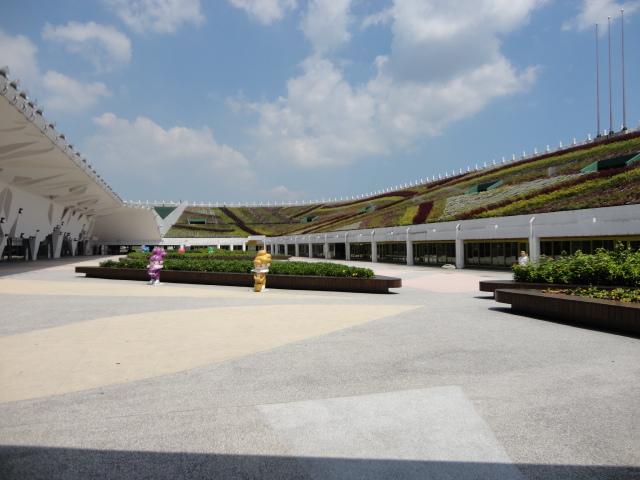
配合台北花博的舉辦而改裝成「爭豔館」後的中山足球場，可以見到以球場看台改裝成的花圃與命名為「七道彩虹」的園藝造景。看台下方的室內空間則成為室內展覽場。
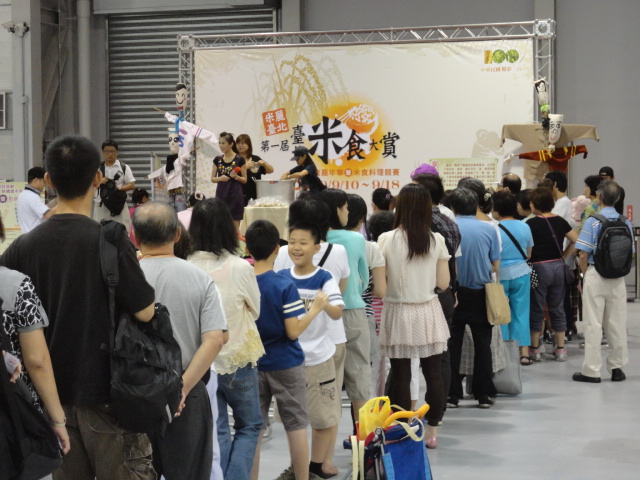
在台北花博結束後爭艷館仍持續被用於各類展覽的舉辦，例如圖中所見的第一屆臺北米食大賞。

## 外部連結
- 花博公園官方網站 （页面存档备份，存于）（繁體中文）
- 台北創新中心（页面存档备份，存于）（繁體中文）
- Plan b 第二計劃（页面存档备份，存于）（繁體中文）